# 昌河飛機工業公司
昌河飛機工業（集団）公司(Changhe Aircraft Industries (Group) Corporation)は、中華人民共和国江西省景徳鎮市珠山区に位置する航空機製造会社である。中国航空工業第二集団公司に隷属し、ヘリコプターの生産、研究を行っている。

## 主要製品
- WZ-10 - マルチロール攻撃ヘリコプター。哈爾浜飛機製造公司のZ-9W/Gを代替する予定である。
- Z-8/Z-8A - 大型輸送ヘリコプター。シュペルフルロンのコピー。
- CA109 - 汎用ヘリコプター。アグスタ A109のコピー。
- Z-11 - 軽汎用ヘリコプター。
- S-92 - シコルスキー社が中心となり、昌河、三菱重工、台湾、スペイン、ブラジルの航空会社が共同開発した中型輸送ヘリコプター。